# Girabola 1997
Der Girabola 1997 war die 19. Saison des Girabola, der höchsten Spielklasse im Fußball in Angola. Es nahmen 14 Mannschaften teil, die je zwei Mal gegeneinander antreten mussten. Es war die vorerst letzte Saison mit 14 Teams, bevor die Liga mit der folgenden Saison 1998 zu ihrem System der 16 Mannschaften zurückkehrte.
Rekordmeister Petro Luanda aus der Hauptstadt Luanda wurde erneut Landesmeister. Er gewann auch den angolanischen Pokal, verlor jedoch gegen Pokalfinalisten Primeiro de Agosto im angolanische Supercup.
Petro Huambos Stürmer Zé Neli wurde mit 12 Treffern Torschützenkönig der Saison 1997.

## Tabelle
Vermutlich durch die Wirren und Zerstörungen des angolanischen Bürgerkriegs (1975–2002) sind kaum Daten zu der Saison vermerkt, und es ist keine detaillierte Abschlusstabelle erhalten. Gesichert sind nur der erste Platz des Petro Luanda und der zweite Platz des GD Sagrada Esperança aus Dundo. Die hier als Auf- und Absteiger angegebenen Klubs ergeben sich dagegen aus den Veränderungen zu den Vereinen der folgenden und vorherigen Spielzeiten.
| Platz | Verein                   |
| ----- | ------------------------ |
| 1.    | Petro Luanda (M)         |
| 2.    | GD Sagrada Esperança     |
| ?     | Primeiro de Agosto       |
| ?     | Desportivo Sonangol (N)  |
| ?     | Saneamento Rangol        |
| ?     | FC Cabinda (N)           |
| ?     | Progresso Sambizanga (P) |
| ?     | Atlético Sport Aviação   |
| ?     | Independente             |
| ?     | Académica Lobito         |
| ?     | Kabuscorp FC (N)         |
| ?     | Petro Huambo             |
| ?     | Primeiro de Maio         |
| ?     | Benfica Huambo           |

(Stand: Endstand, keine detailliertere Daten über die Reihenfolge der zwei ersten Vereine hinaus vermerkt)
| (M) | amtierender angolanischer Meister     |
| (P) | amtierender angolanischer Pokalsieger |
| (N) | Neuaufsteiger der letzten Saison      |